# 乐胜乡
乐胜乡，是中华人民共和国吉林省白城市大安市下辖的一个乡镇级行政单位。

## 行政区划
乐胜乡下辖以下地区：
乐胜村、永安村、永平村、太平村、同立村、同生村、永乐村、永建村、永治村、永茂村、日新村、古城村、长安村、长虹村、长新村、长庆村、长源村和长志村。